# 다이메틸수은
디메틸수은, 다이메틸수은(Dimethylmercury)은 화학식 (CH3)2Hg를 갖는 매우 독성이 강한 유기수은 화합물이다. 휘발성, 가연성, 무색 액체인 디메틸수은은 알려진 가장 강력한 신경독 중 하나이다. 0.1mL 미만이면 심각한 수은 중독을 유발하여 사망에 이를 수 있다.

## 이용
디메틸수은은 관련된 위험 때문에 적용 사례가 거의 없다. 또한 메틸수은 양이온을 표적 분자에 결합시켜 강력한 살균제를 형성하는 반응에 대해서도 연구되었지만, 메틸수은의 생물축적과 궁극적인 독성으로 인해 생물축적 없이 유사한 기능을 수행하는 독성이 덜한 에틸수은 및 디에틸수은 화합물을 선호하게 되면서 메틸수은을 대체적으로 버림받게 되었다.
독성학에서는 여전히 참조 독소로 제한적으로 사용된다. 현재는 디에틸수은과 독성이 덜한 수은염이 선호되지만 수은(199Hg NMR의 경우 δ 0ppm) 검출을 위한 NMR 기기를 교정하는 데에도 사용된다.

## 같이 보기
- 수은 중독
- 미나마타병